# 대전테크노파크
대전테크노파크는 대전에 위치한 테크노파크이다. 대전광역시 유성구 테크노9로 35에 위치하고 있다.